# Helan (ort i Kina, Liaoning Sheng, lat 40,98, long 123,42)
Helan är en ort i Kina. Den ligger i provinsen Liaoning, i den nordöstra delen av landet, omkring 91 kilometer söder om provinshuvudstaden Shenyang. Antalet invånare är 21 391. Befolkningen består av 10 194 kvinnor och 11 197 män. Barn under 15 år utgör 12,0 %, vuxna 15-64 år 74 %, och äldre över 65 år 13,0 %.
Runt Helan är det ganska tätbefolkat, med 185 invånare per kvadratkilometer. Närmaste större samhälle är Gongchangling, 15,1 km norr om Helan. Omgivningarna runt Helan är en mosaik av jordbruksmark och naturlig växtlighet.
Genomsnittlig årsnederbörd är 1 131 millimeter. Den regnigaste månaden är juli, med i genomsnitt 319 mm nederbörd, och den torraste är januari, med 9 mm nederbörd.